# Гьоко Хаджиевски
Гьоко Хаджиевски (на македонска литературна норма: Ѓоко Хаџиевски) е северномакедонски футболен треньор. Роден е на 31 март 1955 в Битоля, Югославия. Понастоящем е треньор на Спартак Варна.
Като футболист е играл за Тетекс и Пелистер.
Бил е треньор на отбори от България (ПФК ЦСКА (София), ПФК Вихрен (Сандански)), Гърция (Кастория, Докса (Драма)), Азербайджан, Япония (Джубило Ивата) и Северна Македония.

## Треньорска кариера
Кариерата му започва във ФК Пелистер като треньор на юношеска формация.
Впоследствие е треньор на ФК Вардар. За половин сезон през 1993/94 е треньор на ЦСКА (София), след което отново се завръща във Вардар.
Назначен е за треньор на националния отбор на Македония в периода 1996 – 1999 г.
Временно работи в Япония и отново се завръща като треньор на Вардар през 2001.
Напуска Вардар през лятото на 2003, като е заместен от Зоран Ставрев.
Между март 2004 и декември 2005 е треньор на гръцкия Докса (Драма).
Между август 2006  и февруари 2007, е треньор на ПФК Вихрен (Сандански).
Назначен е за треньор на ФК Баку през лятото на 2007.
На 31 октомври 2007 временно е назначен за треньор на националния отбор на Азербайджан.
На 9 юли 2025 е назначен за треньор на Спартак Варна.

## Успехи и награди
- Шампион на Македония: 5 пъти
- Суперкупа на Япония: 2000